# Троостит
Троости́т (тростит, трустит; по имени французского химика Луи-Жозефа Труста (фр. L. J. Troost)) — структурная составляющая железоуглеродистых сплавов (чугуна, стали). Троостит является высокодисперсным перлитом. Последний, в свою очередь, представляет собой эвтектоидную смесь феррита и цементита.
Троостит образуется в результате распада аустенита при температурах ниже 600 °С. Превращение аустенита в троостит происходит диффузионным путём, тип образовавшегося троостита зависит от температуры превращения. Троостит закалки, образующийся при распаде аустенита в температурном интервале 400—500 °C, содержит пластинчатый цементит, в отличие от троостита отпуска, который образуется при отпуске при температурах 350—400 °C и содержит зернистый цементит.
Межпластиночное расстояние в троостите закалки не превышает 0,1 мкм. Твёрдость троостита выше, чем перлита или сорбита. В оптическом микроскопе троостит наблюдается как тёмные участки на фоне светлых полей мартенсита, при этом дифференцировать отдельные составляющие феррито-цементитной смеси почти невозможно ввиду её мелкодисперсности. Однако под электронным микроскопом легко наблюдается пластинчатое строение троостита с веерообразным расположением пластинок.
Перлит, сорбит и троостит — структуры, имеющие одинаковую природу (феррит + цементит) и отличающиеся лишь степенью дисперсности этих составляющих.